# Hans Fiechtl

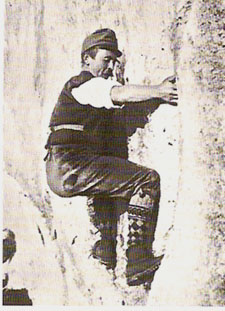
Hans Fiechtl, etwa 1910

Johann „Hans“ (oder Hanns) Fiechtl (auch Schwarzenstein-Hansl) (* 13. April 1884 in Schwendau im Zillertal; † 1. August 1925 am Totenkirchl im Kaisergebirge, Tirol) war ein österreichischer Alpinist und Bergführer. Ihm gelangen zahlreiche Erstbegehungen sowie die Erfindung des modernen Felshakens.

## Leben
Fiechtl wurde in Schwendau im Zillertal geboren. Schon früh entdeckte er als Hüterbub auf der Schwarzensteinalm, die seinem Vater, einem Bergführer, gehörte, seine Leidenschaft für das Bergsteigen. Nachdem die Alm an die Sektion Berlin des DuOeAV verkauft worden war, die dort ihre Berliner Hütte betrieb, wurde Fiechtl, inzwischen wohnhaft in Münster, 1901 als Siebzehnjähriger bei dieser Sektion behördlich legitimierter Träger.
Er bestand im März 1902 die Bergführerprüfung des Alpenvereins mit sehr gut und erhielt 1903 seine entsprechende Autorisierung als Bergführer. Als solcher hatte er zunächst sein Standquartier auf der Berliner Hütte in den Zillertaler Alpen, also in dem Gebiet, das er schon seit seiner Jugendzeit gut kannte. Kurz vor dem Ersten Weltkrieg wechselte Fiechtl in die Lechtaler Alpen auf die Memminger Hütte, nachdem er zuvor bereits selbst Pächter einer Talherberge der DuÖAV-Sektion Holzgau im Lechtal gewesen war.
Den Krieg erlebte Fiechtl als Soldat bei der Gebirgstruppe. Während seiner Dienstzeit infizierte er sich mit Malaria, was nach seiner Heimkehr zu zunehmendem Alkoholkonsum führte. Nach dem Krieg war er als Bergführer zunächst wieder in den Zillertaler Alpen aktiv, dann wechselte er 1923 ins Kaisergebirge und hatte fortan seinen Stützpunkt am Stripsenjochhaus. Ab 1924 gab er dort für die Sektion Kufstein, deren Mitglied er war, Kletterkurse.
Im Alter von 42 Jahren stürzte Fiechtl am 1. August 1925 beim zweiten Durchstieg einer von ihm selbst erstbegangenen Route am Nordwandsockel des Totenkirchls im Kaisergebirge tödlich ab. Sein damaliger Seilgefährte, ein Arzt, berichtete später, dass Fiechtl plötzlich „mit auffallend dunkelblau (cyanotisch) verfärbtem“ Gesicht aufschreckte und nach einigen Schritten an einer unschwierigen Passage in die Tiefe stürzte, woraufhin das Seil riss. Möglicherweise, so der Mediziner in einem Schreiben an den Alpenverein, erlitt Fiechtl einen Herzinfarkt. So wird auch die Todesursache in der Statistik der tödlichen Unfälle im Kaisergebirge der das Gebiet betreuenden Alpenvereins-Sektion Kufstein geführt.
In den Mitteilungen des Deutschen und Österreichischen Alpenvereins erschien ein Nachruf, der die Bedeutung Fiechtls für den Alpinismus der damaligen Zeit zusammenfasste:

„Der unzweifelhaft erfolgreichste Bergführer der letzten alpinen Entwicklungsgeschichte, Hans Fiechtl, ist am 1. August 1925 im Kaisergebirge tödlich verunglückt. (…) Nicht nur unser bester Bergführer ist mit ihm dahingegangen sondern auch einer unser besten Alpinisten überhaupt.“

Nach Fiechtls Tod führte die Sektion Kufstein auf ihren Hütten eine Sammlung durch, die 425 Schilling einbrachte. Dieser Betrag wurde verwendet, um 1927 am Gedenkfelsen in der Nähe des heutigen Anton-Karg-Hauses im Kaisergebirge eine Erinnerungstafel anzubringen. Sie ist dort noch heute zu sehen.
Beigesetzt wurde Fiechtl am 6. August 1925 in Münster.

## Mitbegründer des modernen Alpinismus

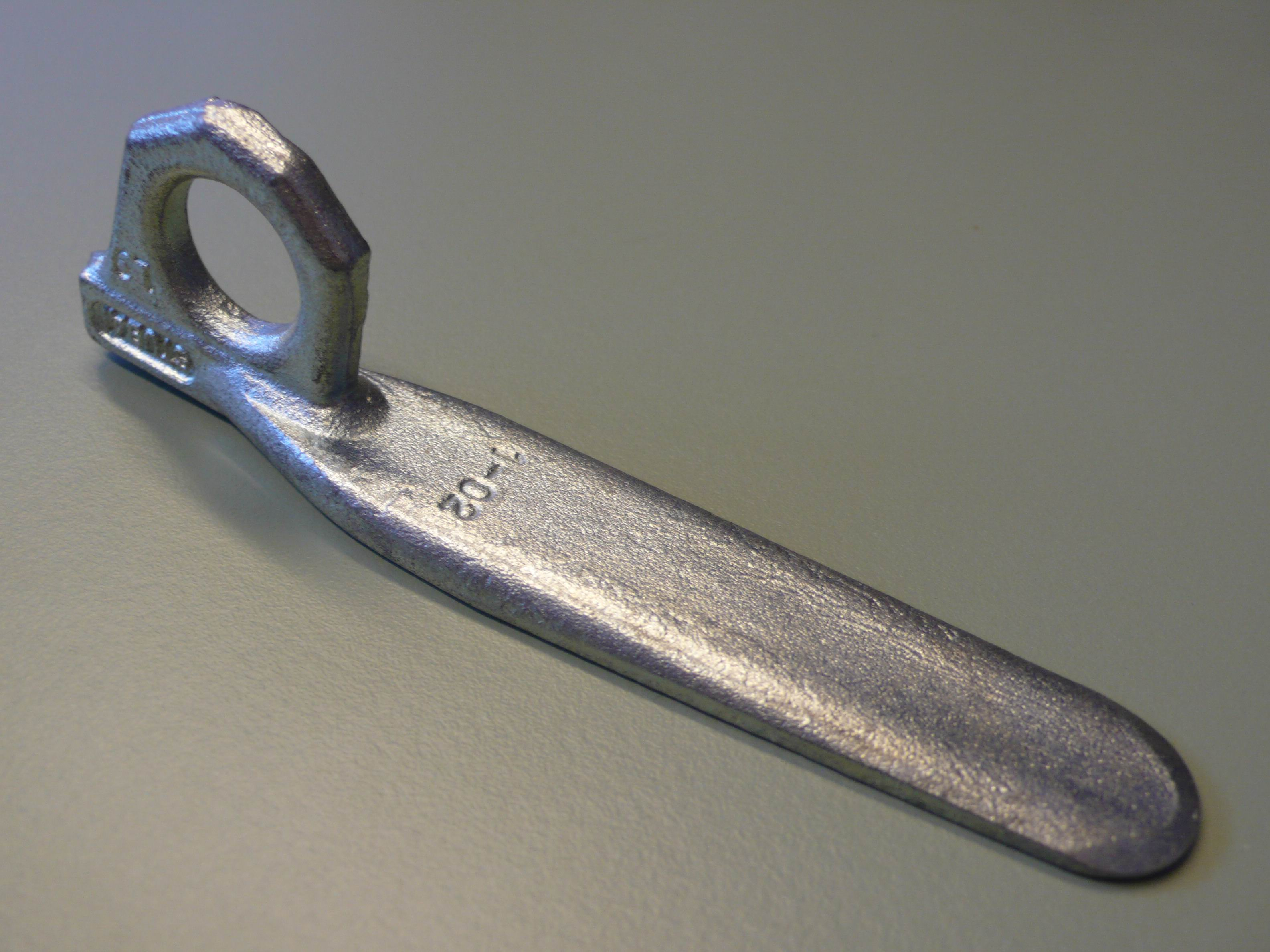
Moderner Fiechtlhaken

Zusammen mit Otto Herzog und Hans Dülfer entwickelte Fiechtl die alpine Sicherungstechnik weiter und war somit einer der Wegbereiter für die moderne Felsklettertechnik. Während Herzog den Karabinerhaken aus dem Feuerwehrwesen in den Alpinismus übernahm, erfand Fiechtl 1910 den ersten zuverlässig zu verwendenden Felshaken, den nach ihm benannten Fiechtlhaken. Bis zu dieser Zeit wurden allenfalls einfache Eisenstifte verwendet, manchmal mit einer beweglichen feuergeschweißten Öse am Ende (Ringhaken). Erstere boten gar keine Möglichkeiten, das Seil zuverlässig mit dem Haken zu verbinden, die Ringhaken hatten mit der Schweißnaht an der Ringöse eine technische Schwachstelle, da das damalige Schweißverfahren nicht so feste Ergebnisse liefern konnte. Fiechtl ließ nun von einem Schmied aus Münster Haken aus Weichstahl anfertigen, die mitsamt einer Öse aus einem Stück geschmiedet waren und deren Stift sich zur Öse hin leicht verbreiterte, so dass sie im Riss gut hielten. Die Entwicklung dieser technischen Hilfsmittel war Grundlage zuverlässigerer Selbst- und Kameradensicherung sowie neuer Klettertechniken, wie beispielsweise Pendel-Quergänge und das Abseilen per Dülfersitz.

## Erstbegehungen

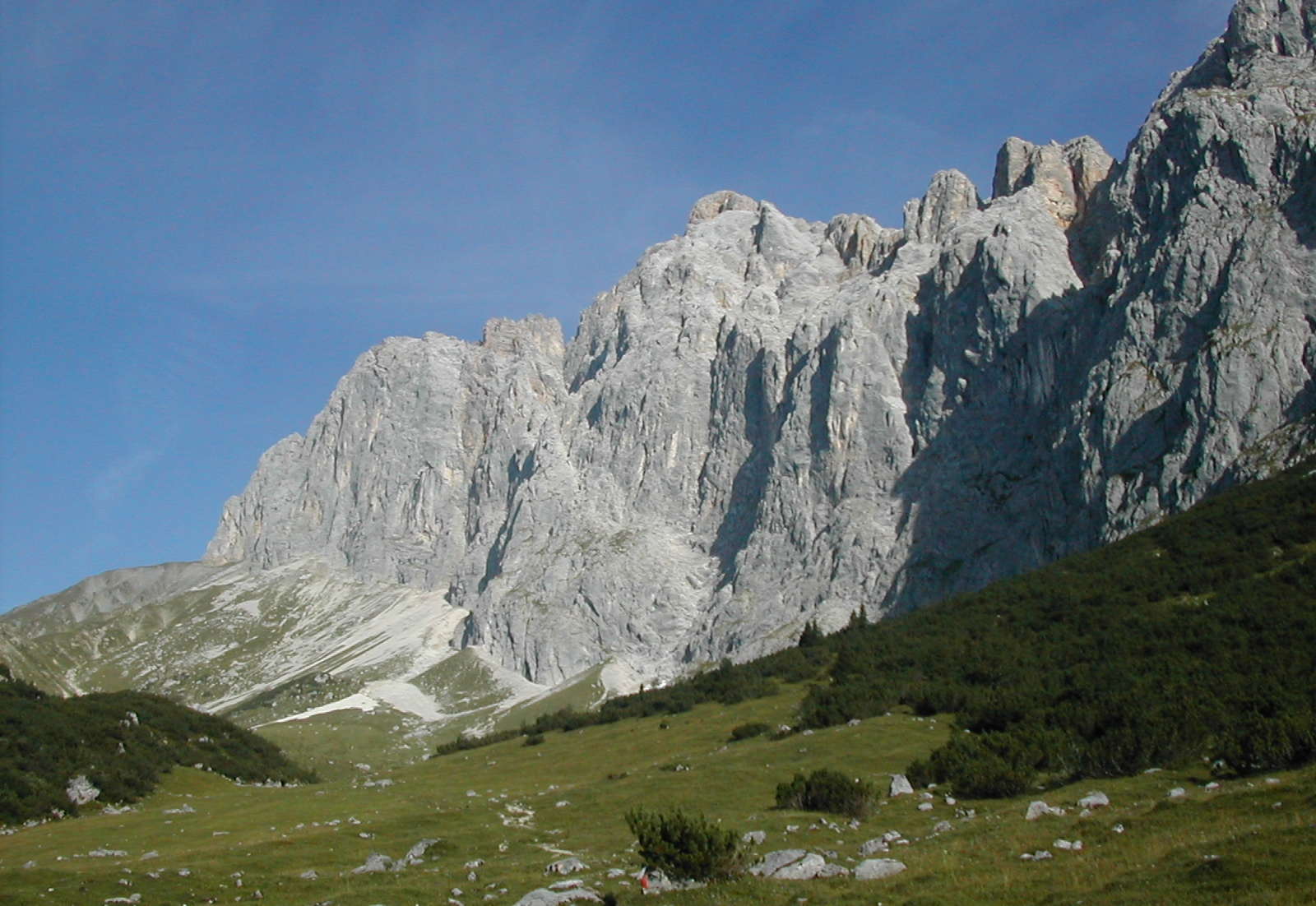
Ganz links im Bild die Südwand der Schüsselkarspitze, die Fiechtl und Herzog 1913 als Erste durchstiegen

Fiechtl war der erste, der auf dem Gipfel des 2540 m hohen und später nach ihm benannten Fiechtlturms in der Sellagruppe stand (1913). Des Weiteren war er (mit wechselnden Seilpartnern) unter anderem Erstbezwinger der Nordostwand der Zsigmondyspitze (3089 m), der Nordostwand des Olperers (3476 m), der Südwand des Vajolet-Hauptturms (2821 m) und der Nordwand des Hochiss (2291 m). Außerdem fand er viele neue Routen an bereits bezwungenen Wänden und Graten bis in den Schwierigkeitsgrad V, die teilweise noch heute seinen Namen tragen.
Besondere Anerkennung wurde ihm zuteil, nachdem er zusammen mit Otto Herzog die Südwand der Schüsselkarspitze zuerst durchstieg. Die Wand galt zu diesem Zeitpunkt als die größte Herausforderung der Nordalpen. Fiechtl und Herzog erfuhren im Herbst 1913, dass verschiedene Spitzen-Alpinisten im Wettersteingebirge weilten und Versuche an der Wand unternahmen, darunter Tita Piaz, Hans Dülfer und Paul Preuß. Sie begaben sich eilig nach Leutasch und unternahmen bei ungünstiger Witterung erste eigene Versuche an der Südwand, wobei sie abends jeweils wieder ins Tal abstiegen um am nächsten Morgen jeweils die Route fortzusetzen. Am 30. September schafften sie es unter großem zeitlichen Aufwand, die Schlüsselstelle der Route, das Acht-Meter-Wandl, zu überwinden. Inzwischen war es zu spät zum Umkehren, so dass sie in der Wand biwakierten. Am nächsten Tag schafften sie es dann nach weiterer schwieriger Kletterei, den Gipfel zu erreichen. Die damals gewählte Route wird heute noch mit dem Schwierigkeitsgrad V+ bewertet, nur knapp unterhalb des erst zwölf Jahre später von Willo Welzenbach eingeführten sechsten Schwierigkeitsgrads.
Herzogs folgende Schilderung von den Versuchen an der Schlüsselstelle der Schüsselkarspitze-Südwand zeigt, wie wichtig das Zusammenspiel der neuen Hilfsmittel und der daraus entwickelten Techniken bei der Bewältigung derart schwieriger Kletterrouten ist:

„Fiechtl geht nun voraus. (...) Fels bröckelt ab. (...) Plötzlich fliegt Fiechtl lautlos und pendelt am Seil in die Falllinie der Nische hinüber. Das Seil, Karabiner und Mauerhaken halten. Frech und ohne Erholungsrast geht Fiechtl dieselbe Stelle nochmal an. Mit gleichem Resultat: Sturz! Und ein dritter Versuch endet ebenso.“

Des Weiteren trägt ein im unteren Bereich der Totenkirchl-Westwand (Wilder Kaiser) befindlicher, von Fiechtl erstbegangener Kamin unterhalb der 1. Terrasse seinen Namen.